# Фрот

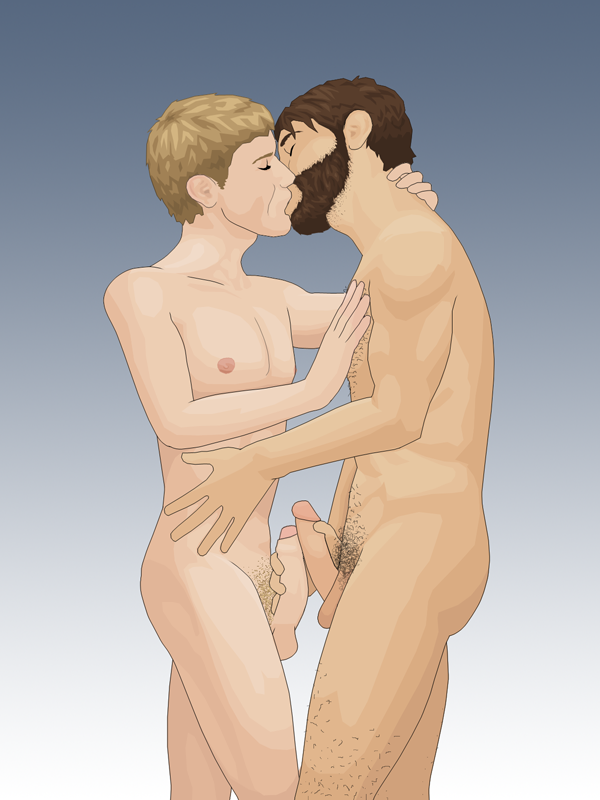
Фрот

Фрот (англ. frot — жаргонне скорочення від frottage; фр. frotter — «терти») — непроникаюча форма сексу між чоловіками, що включає, як правило, безпосереднє тертя статевих членів Фрот має переваги безпечного сексу, оскільки знижує ризик передачі ВІЛ/СНІДу, але несе в собі ризик зараження шкірно-венеричними хворобами, зокрема ВПЛ і лобковими вошами, які можуть бути передані навіть при невидимих пошкодженнях
Чуттєва насолода від фроту зумовлена взаємною й одночасною стимуляцією геніталій обох партнерів.